# Френк Танкреди
Френк Танкреди (енгл. Frank Tancredi) измишљени је лик из америчке ТВ серије Бекство из затвора. Његов лик тумачи Џон Херд. Френк се у серији први пут појављује у шестој епизоди.
Френк Танкреди је гувернер америчке државе Илиноис. Као гувернер, има моћ да одложи погубљење било којег осуђеника или да га чак помилује. Контролише све затворе у држави Илиноис. Његова кћерка Сара Танкреди запослена је као докторка у затвору Фокс ривер чему се Танкреди противи.